# Pusan
Busan
« Busan » redirige ici.  Pour les autres significations, voir Busan (homonymie).
Pusan, ou Busan (hangeul : 부산 ; hanja : 釜山 ; RR : Busan ; MR : Pusan, /pu.sʰa̠n/), officiellement la ville métropolitaine de Busan (hangeul : 부산광역시 ; hanja : 釜山廣域市 ; RR : Busan Gwangyeoksi ; MR : Pusan Gwangyŏksi, signifiant « montagne-chaudron »), est une ville portuaire, très importante de Corée du Sud, qui compte plus de 3 700 000 habitants. Historiquement connue sous le nom de Fousan, c'est la deuxième ville la plus peuplée de Corée du Sud après Séoul. C'est le centre économique, culturel et éducatif du sud-est de la Corée, avec son port le plus important du pays et le neuvième plus important du monde, à environ 190 km des îles japonaises de Kyūshū et de Honshū. La « Zone économique du Sud-Est » (incluant Ulsan et le Gyeongsang du Sud) est maintenant la plus grande zone industrielle de Corée du Sud.
Pusan est divisée en quinze districts administratifs majeurs et un seul comté. La zone métropolitaine complète, y compris les villes adjacentes de Gimhae et Yangsan, a une population d'environ 4,6 millions d'habitants. Les zones les plus densément construites de la ville sont situées dans un certain nombre de vallées étroites entre les fleuves Nakdong et Suyeong, avec des montagnes séparant la plupart des districts. Le Nakdong est le plus long fleuve de Corée et la plage Haeundae de Pusan est également la plus grande du pays.
Pusan est un centre de conventions internationales ; elle a accueilli en 2005 la Coopération économique pour l'Asie-Pacifique (APEC). C'est aussi un centre de tournois sportifs en Corée, ayant accueilli les Jeux asiatiques de 2002 et la Coupe du monde de football de 2002. Pusan abrite par ailleurs le plus grand magasin du monde, le Shinsegae Centum City.

## Caractère
Avec approximativement 3,7 millions d'habitants, Pusan est la deuxième ville de Corée du Sud, après Séoul. Son aire urbaine compte 8 650 434 habitants en 2021, ce qui en fait la deuxième plus peuplée du pays.
Le marché de Jagalchi (ko) (자갈치 시장) (près du port très actif) est un quartier aux rues étroites et aux nombreuses échoppes, connu pour son marché aux poissons.
Une part relativement importante de la population de Pusan est d'origine russe, arrivés pendant la Guerre soviéto-japonaise (1945) et à la Seconde Guerre mondiale, à la suite de la colonisation (1905—1945) par le Japon impérial. Un quartier connu sous le nom de « rue des magasins étrangers » compte de nombreux commerces russes, les échanges s'y font principalement en coréen et en russe. Le secteur a été appelé d'abord « rue des Étrangers » parce que beaucoup d'entreprises s'y sont installées après la Partition de la Corée en 1945, pendant les années 1940 et 1950 pour approvisionner les troupes américaines dans le secteur.
La zone franche de Pusan-Jinhae, une des deux seules du genre en Corée du Sud (l'autre est implantée dans le port d'Incheon), a été créée pour perpétuer le statut de Pusan en tant que centre d'affaires international.  Elle attire maintenant des navires de tous les horizons et aspire à devenir un centre financier régional. En outre, Pusan est considérée par l'Association américaine des autorités portuaires (AAPA) comme le troisième port maritime au niveau mondial tant par l'importance de son trafic que par son efficacité[réf. souhaitée].
Pusan est également un centre scientifique très important en Corée, avec beaucoup d'instituts de recherches orientés sur la biologie et les technologies marines. L'agence coréenne d'hydrographie et d'océanographie, l'institut coréen des sciences et technologies océaniques ou l'institut coréen du développement maritime y sont tous situés.

## Histoire
La présence humaine est attestée à Pusan depuis la fin du Paléolithique. Des vestiges du Néolithique attestent du développement d'une culture centrée autour de Pusan, dans des zones proches de la mer ou des rivières. L'âge du bronze arrive assez tardivement, mais de nombreuses tombes remontent à l'âge du fer à Pusan. En particulier, les tombes du quartier de Bokcheon attestent de la prospérité de la Confédération de Gaya.
Au cours de la période Joseon (1392-1910), la situation géographique de Pusan, alors appelée Dongnae, lui donne une importance croissante en tant que place militaire, puis en tant que point de contact commercial et diplomatique avec le Japon.
Pendant la colonisation de la Corée par le Japon, pendant la première moitié du XXe siècle, les colons transforment Pusan, ainsi que Incheon et Ulsan, en des grands ports.
La ville joue un rôle important pendant la guerre de Corée (1950-1953). Le combat au large de Pusan empêche un débarquement de l'armée nord-coréenne, permettant à cette ville d'être l'une des rares régions à rester constamment sous contrôle sud-coréen. Le « périmètre de Busan » et son port permettent aux renforts militaires de l'ONU, principalement des États-Unis, de débarquer massivement et de partir à la reconquête de la péninsule.

## Climat
Située sur la côte sud, le climat de Pusan est un peu plus chaud que dans le reste de la péninsule, la laissant relativement peu exposée au gel hivernal. Elle bénéficie donc d'un climat subtropical humide (Cwa selon Köppen), avec de fortes pluies en été dues à la mousson. Les environs sont propices à la culture du riz.
| Mois                                  | jan.      | fév.       | mars      | avril     | mai      | juin      | jui.      | août      | sep.      | oct.      | nov.      | déc.      | année     |
| ------------------------------------- | --------- | ---------- | --------- | --------- | -------- | --------- | --------- | --------- | --------- | --------- | --------- | --------- | --------- |
| Température minimale moyenne (°C)     | −0,6      | 1,1        | 4,9       | 9,9       | 14,1     | 17,9      | 21,8      | 23,4      | 19,5      | 14,1      | 7,8       | 2         | 11,3      |
| Température moyenne (°C)              | 3,2       | 4,9        | 8,6       | 13,6      | 17,5     | 20,7      | 24,1      | 25,9      | 22,3      | 17,6      | 11,6      | 5,8       | 14,7      |
| Température maximale moyenne (°C)     | 7,8       | 9,8        | 13,4      | 18,2      | 21,7     | 24,4      | 27,3      | 29,4      | 26,3      | 22,4      | 16,3      | 10,5      | 18,9      |
| Record de froid (°C) date du record   | −14 1915  | −12,6 1977 | −9,7 1977 | −1,5 1924 | 5,4 1917 | 9,3 1920  | 13,8 1926 | 15,4 1913 | 9,6 1928  | 1,8 1997  | −6,5 1950 | −12 1917  | −14 1915  |
| Record de chaleur (°C) date du record | 18,4 1906 | 20,3 1998  | 22,9 1998 | 28,1 1999 | 34 1979  | 33,4 1929 | 35,8 1994 | 37,3 2016 | 35,2 1994 | 29,8 2013 | 25,6 2003 | 20,9 1953 | 37,3 2016 |
| Ensoleillement (h)                    | 199       | 182,5      | 193       | 210       | 221,7    | 179,7     | 165,8     | 200,9     | 167,2     | 208,9     | 194,4     | 204,3     | 2 327,3   |
| Précipitations (mm)                   | 34,4      | 50,2       | 80,7      | 132,7     | 157,4    | 206,7     | 316,9     | 255,1     | 158       | 58,4      | 45,8      | 22,8      | 1 519,1   |
| Nombre de jours avec précipitations   | 5,5       | 6,2        | 8,4       | 9,1       | 9,4      | 10,4      | 13,6      | 11,5      | 9,3       | 5,2       | 5,5       | 4,2       | 98,3      |
| Humidité relative (%)                 | 48,3      | 51,4       | 57,7      | 62,7      | 69,8     | 77,4      | 84,3      | 79,9      | 73,9      | 64        | 57        | 50,1      | 64,7      |
| Nombre de jours avec neige            | 1,7       | 1,4        | 0,8       | 0         | 0        | 0         | 0         | 0         | 0         | 0         | 0,2       | 1,1       | 5,2       |

| Diagramme climatique                                  |            |             |              |               |               |               |               |             |              |             |           |
| J                                                     | F          | M           | A            | M             | J             | J             | A             | S           | O            | N           | D         |
| 7,8−0,634,4                                           | 9,81,150,2 | 13,44,980,7 | 18,29,9132,7 | 21,714,1157,4 | 24,417,9206,7 | 27,321,8316,9 | 29,423,4255,1 | 26,319,5158 | 22,414,158,4 | 16,37,845,8 | 10,5222,8 |
| Moyennes : • Temp. maxi et mini °C • Précipitation mm |            |             |              |               |               |               |               |             |              |             |           |

## Arrondissements

Les arrondissements de Pusan

Pusan est divisée en quinze arrondissements (gu) et un district (gun).
- Buk-gu (북구; 北區)
- Busanjin-gu (부산진구; 釜山鎭區)
- Dong-gu (동구; 東區)
- Dongnae-gu (동래구; 東萊區)
- Gangseo-gu (강서구; 江西區)
- Geumjeong-gu (금정구; 金井區)
- Haeundae-gu (해운대구; 海雲臺區)
- Jung-gu (중구; 中區)
- Nam-gu (남구; 南區)
- Saha-gu (사하구; 沙下區)
- Sasang-gu (사상구; 沙上區)
- Seo-gu (서구; 西區)
- Suyeong-gu (수영구; 水營區)
- Yeongdo-gu (영도구; 影島區)
- Yeonje-gu (연제구; 蓮堤區)
- Gijang-gun (기장군; 機張郡)

## Transports
La gare de Pusan est le terminus sud du KTX sur la ligne Gyeongbu. Il faut compter 2h30 pour aller à Séoul en KTX. 
Des bus quadrillent toute la ville et le métro de Pusan est composé de quatre lignes. 
L'aéroport international de Gimhae situé à l'ouest de la ville, dessert de nombreuses destinations en Asie et est la plate-forme de Air Busan.

## Éducation

### Universités
- Université nationale de Pusan
- Université des langues étrangères de Pusan
- Université nationale de pédagogie de Pusan
- Université nationale de Pukyong
- Université maritime de Corée
- Université Kyungsung
- Université Tongmyong

### Événements
Du 30 octobre au 8 novembre 2013, Pusan a accueilli la 10e assemblée du Conseil Œcuménique des Églises.

Du 15 au 22 juillet 2017, Pusan a accueilli le 50e congrès des enseignants d'espéranto organisé par l'ILEI.

Du 10 au 29 mai 2019, les MSI 2022 (Mid Saison Invitational) du jeu League of Legends se déroulent à Pusan : la phase de groupe a lieu à l'Arena Esports de la ville et la phase finale prend place au palais des expositions et des congrès.

## Culture

### Musées

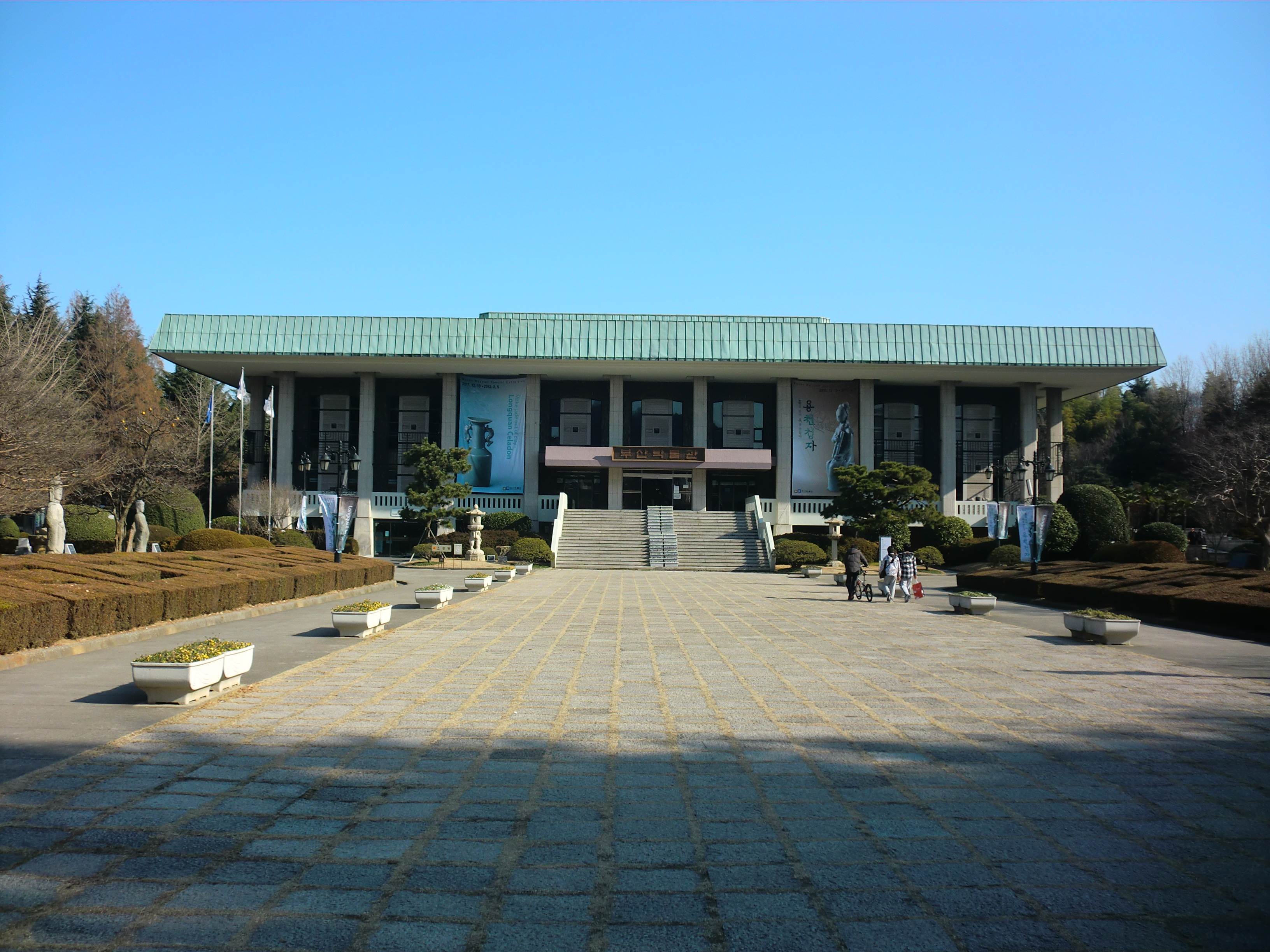
Busan Museum.

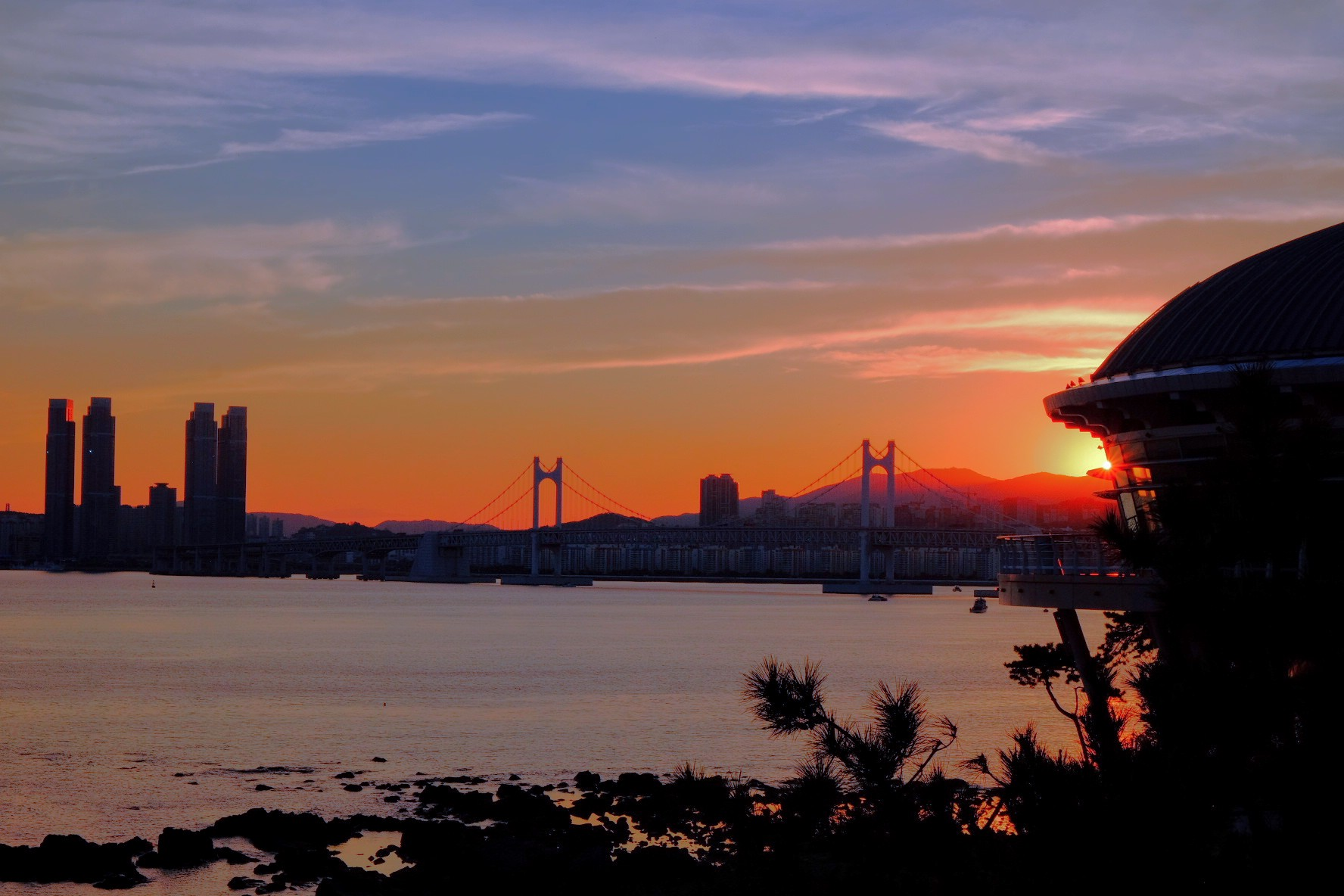
Coucher de soleil sur la Nurimaru APEC house

Le Busan Museum (en) présente la culture traditionnelle de la région de Pusan à travers des objets et des œuvres d'art.
Le musée municipal d’art de Busan, ouvert en 1998, est consacré en particulier à l'art moderne et contemporain, notamment coréen. Une annexe est consacrée à l'œuvre de Lee Ufan. 
Un musée d'art contemporain, dit MOCA (Museum of Contemporary Art), a également ouvert en 2018 sur l'île Eulsuk, dans l'estuaire du fleuve Nakdong, doté d'un mur végétal réalisé par Patrick Blanc.
Le Bokcheon Museum (en) est un musée d'archéologie ouvert en 1996. Il expose des vestiges de l'époque de Gaya, découverts dans les tombes du quartier environnant de Bokcheon.
Le Busan Modern History Museum (en) est un musée créé en 2003 et consacré à l'histoire moderne de Busan. Il a été installé dans un bâtiment construit en 1929 par le Japon et constituant ainsi lui-même un souvenir de l'occupation du pays.
Le Provisional Capital Memorial Hall (en) (mémorial de la capitale provisoire), ouvert en 1984 dans un bâtiment construit en 1926, ancienne résidence du gouverneur de Busan puis du président Syngman Rhee, présente la période de la guerre de Corée à Pusan et le rôle de Syngman Rhee.
Le musée national maritime, créé en 2012, expose des témoignages de l'histoire maritime du pays.

### Festivals
Busan accueille chaque année le Festival international du film de Busan, le principal festival de cinéma en Corée, qui se tient au Busan Cinema Center.

## Jumelage
Pusan est jumelée avec des villes et provinces côtières du monde entier :
| Ville | Ville                  | Pays | Pays                         | Période                     |
| ----- | ---------------------- | ---- | ---------------------------- | --------------------------- |
|       | Auckland               |      | Nouvelle-Zélande             | depuis le 22 avril 1996     |
|       | Bangkok                |      | Thaïlande                    | depuis le 11 juillet 2011   |
|       | Barcelone              |      | Espagne                      |                             |
|       | Casablanca             |      | Maroc                        |                             |
|       | Chicago                |      | États-Unis                   |                             |
|       | district de Jiulongpo  |      | Chine                        |                             |
|       | Dubaï                  |      | Émirats arabes unis          | depuis 2006                 |
|       | Fukuoka                |      | Japon                        |                             |
|       | Hô Chi Minh-Ville      |      | Viêt Nam                     |                             |
|       | Istanbul               |      | Turquie                      |                             |
|       | Kaohsiung              |      | République de Chine (Taïwan) |                             |
|       | Los Angeles            |      | États-Unis                   |                             |
|       | Manille                |      | Philippines                  |                             |
|       | Montréal               |      | Canada                       |                             |
|       | Penza                  |      | Russie                       | depuis 2006                 |
|       | préfecture de Nagasaki |      | Japon                        | depuis le 25 mars 2014      |
|       | Rio de Janeiro         |      | Brésil                       | depuis le 23 septembre 1985 |
|       | Saint-Pétersbourg      |      | Russie                       | depuis 2008                 |
|       | Shanghai               |      | Chine                        | depuis 1993                 |
|       | Shimonoseki            |      | Japon                        |                             |
|       | Surabaya               |      | Indonésie                    | depuis le 10 novembre 1994  |
|       | Thessalonique          |      | Grèce                        |                             |
|       | Tijuana                |      | Mexique                      |                             |
|       | Valparaíso             |      | Chili                        |                             |
|       | Vladivostok,           |      | Russie                       | depuis le 30 juin 1992      |
|       | Yokohama               |      | Japon                        | depuis le 26 juin 2006      |

## Personnalités liées
- Karen O (1978), née à Pusan, chanteuse du groupe de musique new-yorkais Yeah Yeah Yeahs
- Ahn Sang-yeong (1938-2004), maire de Pusan
- Park Yeonghan (1947-2006), écrivain
- Jeon Jungkook (1997), chanteur du boys band BTS
- Park Jimin (1995), chanteur du boys band BTS
- Ha Sooyoung (Yves) (1997), chanteuse du girl group LOONA
- Choi Jinri alias Sulli (1994-2019), actrice et chanteuse du girl group f(x)
- Jung Eunji (1993), chanteuse du girl group Apink
- Lee Ji Hoon (1996), chanteur du boys band Seventeen
- Park Sun-young alias Hyomin (1989), chanteuse du girl group T-ara
- Ok Taecyeon (1988), chanteur du boys band 2PM
- Daniel Dae Kim  (1968), acteur américain d'origine sud-coréenne
- Do Woon (1995), chanteur et battereur des Day6
- Kim Bo-kyung (1976-2021), actrice de cinéma et de télévision
- Lee Howon (1991), alias Hoya, rappeur et chanteur du boys band Infinite
- Sandara Park (1984), alias Dara, chanteuse et actrice du girl group 2NE1
- Exy (Cho Sojung) (1995), rappeuse et leader du groupe Cosmic Girls
- Nam Joo Hyuk (1994), alias NJH, acteur et mannequin
- Lee Sung-kyung (1990), alias LSK, actrice et mannequin
- Kang Daniel (10/12/1996), participant à Produce 101 saison 2, chanteur du boys band Wanna One
- Park Woo jin (02/11/1999), participant à Produce 101 saison 2, chanteur du boys band Wanna One
- I.N (2001), chanteur du boys band Stray Kids
- Hwall, Heo Hyun Joon (2000), chanteur du groupe The Boyz
- Sunwoo, Kim Sun Woo (2000), rappeur du groupe The Boyz
- Jeong Yu-mi (née en 1984), née à Pusan, actrice.
- Yeo Hyo-jin (1983-2021), joueur de football sud-coréen.

## Espèces nommées d'après Busan
L'espèce Legionella busanensis a reçu son nom à la suite de sa découverte dans cette ville.